# Mariusz Mocarski
Mariusz Mocarski – polski perkusista, aranżer, pedagog.

## Życiorys
Absolwent Uniwersytetu Muzycznego im. Fryderyka Chopina (filia w Białymstoku) na Wydziale Pedagogiki Instrumentalnej oraz Państwowego Studium Jazzu przy UM II st. im. F. Chopina w Warszawie. Uczestniczył w wielu kursach muzycznych o zasięgu krajowym i międzynarodowym, organizowanych przez prestiżowe szkoły perkusyjne: Drummers Collective w Nowym Jorku i Drum-Tech w Londynie, Drum Campach. Doskonalił swój warsztat pod kierunkiem, m.in. Thomasa Langa i Benny’ego Greba. Umiejętności pedagogiczne pogłębiał, będąc uczestnikiem warsztatów prowadzonych przez Freddiego Gee i Ultimate Drum Experience w Londynie.
Pokaźny dorobek perkusisty stanowi współpraca z zespołami jazzowymi, do których należą: Big-band Jazz Radia pod kier. Zbigniewa Namysłowskiego, Trio Krzysztofa Sadowskiego czy z solistami, takimi jak m.in. Tamara Raven. Ponadto współpracuje, bądź współpracował z wieloma krajowymi wykonawcami pop, tj. m.in.: Halina Frąckowiak, Zbigniew Wodecki, Grzegorz Markowski, Justyna Steczkowska, Robert Janowski, Agnieszka Chylińska, Olga Bończyk, Krzysztof Kiljański, Katarzyna Cerekwicka, Maria Sadowska, Patrycja Markowska, Zakopower, Bisquit, Chemia, Krzysztof Kasowski, Magda Femme, Sylwia Wiśniewska, Julita & Paula, Cupas/Wolski i in. Wykonuje też muzykę klasyczną jako podpora, m.in. Orkiestry Symfonicznej Filharmonii Narodowej, Orkiestry Opery i Filharmonii Podlaskiej, Estrady Kameralnej Filharmonii Narodowej, Sinfonia Viva, European Festiwal Orchester w Gstaad (Szwajcaria), a także zespołu perkusyjnego Ekpiri. Koncertował na festiwalach w Stanach Zjednoczonych, Libanie, Indiach i niemal całej Europie.
Od 2010 roku jest członkiem Towarzystwa Sztuki Perkusyjnej, które pełni funkcję polskiego oddziału Percussion Arts Society. Współorganizuje Międzynarodowy Festiwal Perkusyjny Crossdrumming w Warszawie i Międzynarodowy Festiwal Perkusyjny Integration & Groove w Błażowej. Trzykrotnie uczestniczył w kongresie perkusyjnym PASIC (2013, 2016, 2019). Prowadzi pokazy i warsztaty perkusyjne w kraju i za granicą (m.in.: Litwa, Czechy, Słowacja, Węgry, Rumunia). W roku 2014 występował jako solista na prestiżowym XIV Międzynarodowym Festiwalu Perkusyjnym na Litwie.
Autor serii artykułów edukacyjnych dla magazynu Top Drummer, wywiadów z polskimi perkusistami hybrydowymi dla Magazynu Perkusista oraz wywiadów do magazynu Rhythm! Scene.
Współpracuje z firmami produkującymi instrumenty perkusyjne, do których należą: Roland, Pearl, Pro-Mark, Evans, T-Cymbals.
Pełni funkcję specjalisty produktu Roland V-drums Specialist i jest międzynarodowym konsultantem w dziedzinie perkusji elektronicznych i hybrydowych Roland V-Drums.
Endorser naciągów marki Evans, pałek perkusyjnych Pro-Mark, zestawów perkusyjnych marki Pearl i perkusji elektronicznych marki Gewa Digital Drums.